# Transatlantický tunel
Transatlantický tunel je teoretická stavba, která by spojila Evropu a Severní Ameriku. Plány na realizaci se však nedostaly za fázi nástinu konceptu a žádná společnost ani vláda se o projekt aktivně nezajímají.
Většina konceptů hovoří o spojení Severní Ameriky a Spojeného království. Hlavními zábranami v realizaci jsou cena a technické hranice současných materiálů. S jeho návrhem již přišli někteří futurologové, filmaři (natočeny byly dva filmy o tunelu v letech 1913 a 1935) i stavitelé. Též byl uveden i v pořadu Extreme engineering televizní stanice Discovery Channel.

## Technické detaily
Případný tunel by měřil zhruba 5 000 km a vzhledem k charakteru mořského dna pod Atlantským oceánem by byl nejspíše zavěšen v tubusu, umístěném hluboko pod hladinou moře, nikoliv však pod zemí (tunel ražený pod zemí by se potýkal s extrémním tlakem a problémy tektonickými v oblasti středoatlantského hřbetu, navíc by musel být založen několik kilometrů hluboko pod hladinou moře). Koncepce tunelu umístěného přímo ve vodě je sice velmi unikátní, již v současné době však existují podobné tunely (například trať metra BART v San Franciscu, umístěná v tubusu na dně zálivu).
Aby byla cesta přijatelně rychlá a bezpečná, tunel by byl železniční. Vlaky by nejspíše byly technologie maglev a v tunelech by muselo být vzhledem k odstranění odporu vzduchu vakuum. Technicky je u takových vlaků možná rychlost až do 8 000 km/h, což by cestu mezi New Yorkem a Londýnem zkrátilo na jednu hodinu. Díky absenci tření a odporu vzduchu by vlak mohl dosáhnout rychlostí vyšších než u kulky vystřelené z hlavně střelné zbraně.
Alternativní návrh počítal s trasou vedenou přes Newfoundland, Grónsko a Skotsko, která by byla kratší, problémy by však představovaly klimatické podmínky.